# Dassault Mirage IV
Дассо «Мираж» IV (фр. Dassault Mirage IV) — французский дальний сверхзвуковой всепогодный бомбардировщик. Совершил первый полёт 17 июня 1959 года. Серийно производился в 1963—1968 (выпущено 66 самолётов, включая 62 серийных), состоял на вооружении ВВС Франции в 1964—2005 годах. Предназначался для нанесения ядерных ударов по территории СССР и стран Варшавского Договора.
Mirage IV был снят с эксплуатации в качестве носителя ядерного оружия в 1996 году, и снят с вооружения ВВС в 2005 году.
В 1960-е годы существовал планы экспортировать Mirage IV. Согласно одному из предложений, Dassault могла бы вступить в партнерство с British Aircraft Corporation для совместного производства варианта Mirage IV для Королевских ВВС и, возможно, для других экспортных заказчиков, но этот проект не был реализован. Mirage IV в конечном итоге не был принят на вооружение другими операторами.

## История создания

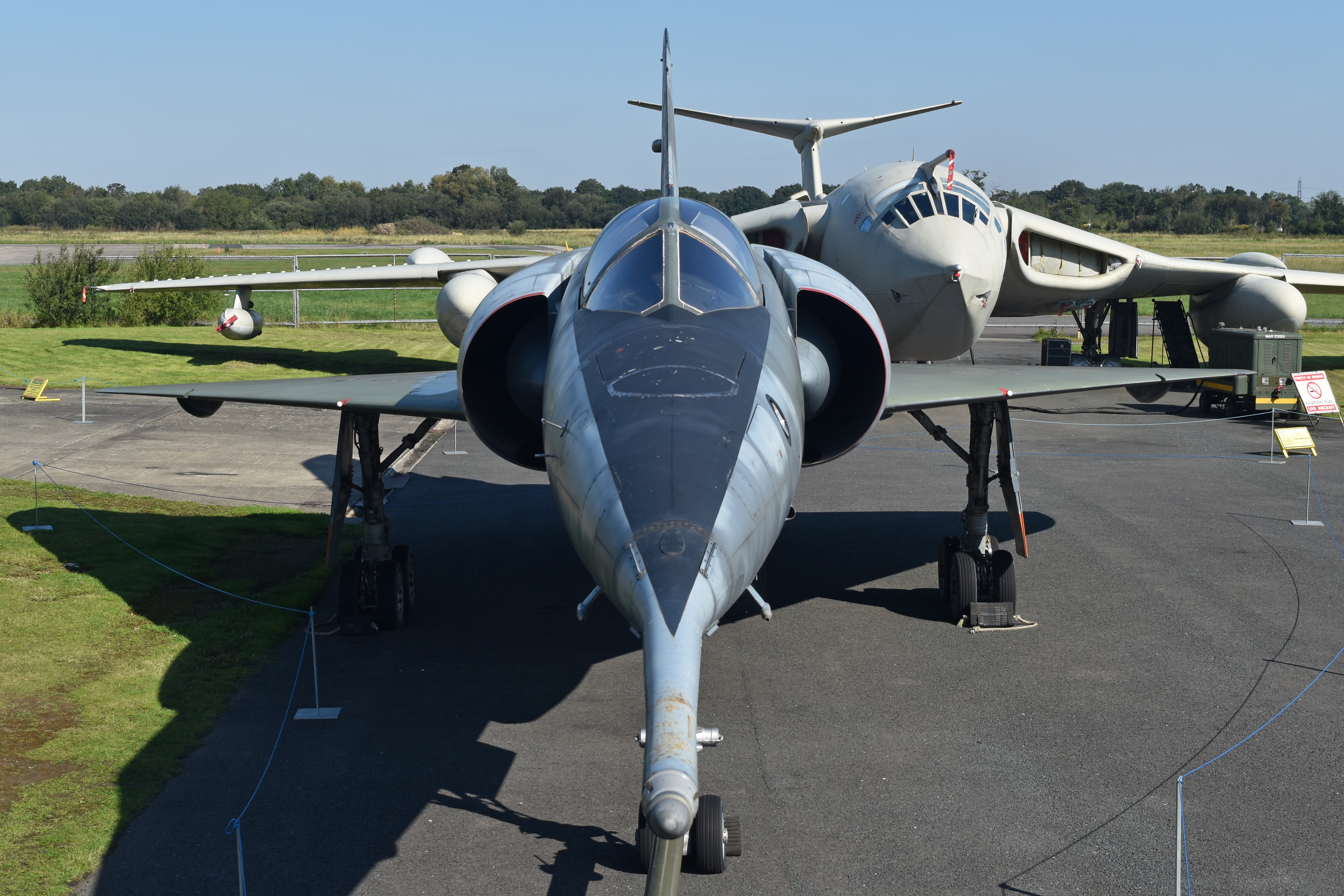
Mirage IV A, до 1991 года находившийся в составе 328-й учебно-инструкторской эскадрильи «Аквитания» ВВС Франции. Экспонат авиационного музея в Йоркшире (единственный Мираж IV, сохранившийся за пределами Франции)

Суэцкий кризис в октябре 1956 года побудил Францию рассмотреть возможность создания «сил стратегического вмешательства», оснащенных ядерным оружием. Вскоре после того, как генерал Шарль де Голль пришел к власти, в июне 1958 года, он заявил, что Франция должна в одиночку разработать то, что он назвал оружием «сдерживания агрессии».
Таким образом, разработка сверхзвукового бомбардировщика, предназначенного для выполнения миссии по доставке ядерного оружия, началась в 1956 году как часть более широкого развития независимой французской системы ядерного сдерживания. В мае 1956 года правительство Ги Молле разработало требования для сверхзвукового бомбардировщика с возможностью дозаправки в воздухе, способного нести 3-тонную ядерную бомбу длиной 5,2 метра на расстояние 2000 км (без дозаправки в воздухе). По словам авиационных авторов Билла Ганстона и Питера Гилкриста, включение в спецификацию сверхзвуковой скорости в то время для многих «удивило».
Окончательные характеристики самолета, совместно определенные государственными органами и инженерами Dassault, были утверждены 20 марта 1957 года. Sud Aviation представили свой проект, основанный на существующем самолете. Был предложен проект Super Vautour, удлиненный Sud Aviation Vautour с двигателями SNECMA Atar с тягой 47 кН (4 760 кгс) и боевым радиусом 2700 километров (1700 миль) при скорости 0,9 Маха. Предложение Dassault относительно того, что впоследствии стало Mirage IV, было выбрано из-за более низкой стоимости и ожидаемой более простой разработки, поскольку оно было основано на предложенном в начале 1956 года двухмоторном ночном истребителе, созданном на основе истребителя Dassault Mirage III и недостроенного перехватчика Mirage II. В апреле 1957 года стало известно, что Dassault выиграли конкурс на разработку дальнего бомбардировщика.
Получившийся в результате прототип Dassault, получивший название Mirage IV 01, очень напоминал Mirage IIIA, хотя у него была вдвое большая площадь крыла, два двигателя вместо одного и вдвое больший пустой вес. Прототип также нес в три раза больше топлива во внутренних баках, чем Mirage III. Аэродинамические характеристики самолета были очень похожи на III, но требовали совершенно новой конструкции и компоновки. Этот прототип имел длину 20 метров (67 футов), размах крыла 11 метров (37 футов), площадь крыла 62 квадратных метра (670 квадратных футов) и весил примерно 25 000 кг . Он был значительно более совершенным, чем Mirage III, и включал в себя новые функции, такие как обработанные и химически фрезерованные панели обшивки, титановые детали покрытия фюзеляжа и конформные топливные баки во многих местах, включая хвостовую часть.
Mirage IV 01 был экспериментальным прототипом, созданным для исследования и решения проблем, возникающих в результате длительного сверхзвукового полета. В то время ни один самолет не был спроектирован для крейсерской скорости более 1,8 Маха в течение длительных периодов времени, и еще существовали значительные технологические и эксплуатационные трудности. Еще одной проблемой были проблемы, связанные с вооружением. Строительство модели 01 на заводе Dassault в Сен-Клу под Парижем заняло 18 месяцев. В конце 1958 года самолет был передан на испытательный аэродром Мелен-Вилларош для доводки и проведения наземных испытаний. 17 июня 1959 года французский генерал Ролан Главани, тест-пилот Dassault, совершил свой первый полет на самолете 01.
19 сентября 1960 года летчик Рене Биган (заменивший Главани на посту летчика-испытателя) увеличил мировой рекорд скорости на 1000-километровой замкнутой трассе до 1822 км/ч (1132 миль в час) с радиусом вокруг Парижа и авиабазы Мелен. 138-й испытательный полет, состоявшийся 23 сентября, подтвердил первоначальные характеристики и увеличил рекорд на 500-километровом замкнутом контуре до средней скорости 1972 км/ч (1225 миль в час), летая со скоростью от 2,08 до 2,14 Маха. Прототип Mirage IV 01 претерпел незначительные изменения в ходе испытаний осенью 1959 года, наиболее заметно было увеличено хвостовое оперение (небольшое уменьшение высоты, большое увеличение хорды).

## Производство
Чтобы увеличить дальность полета, были проведены исследования значительно более крупного прототипа Mirage IVB, оснащенного двумя двигателями Snecma (лицензионные Pratt & Whitney J75) и имеющего площадь крыла 120 м²по сравнению с 70 м² прототипа IV 01, а также скорость 2,4 Маха и полную массу 64 000 кг (140 000 фунтов). Вариант Mirage IVB был инициирован как ответ на интерес де Голля к обеспечению возможности выполнения двусторонних ударных миссий (включая возвращение самолета во Францию). Однако разработка самолета была в конечном итоге отменена в июле 1959 года из-за более высоких затрат, и вместо этого было принято решение полагаться на дозаправку в воздухе.
Поскольку Mirage IVB считался слишком дорогим, для производства еще трех прототипов был выбран Mirage IVA среднего размера, немного больше первого прототипа. Этот самолет имел площадь крыла 77,9 квадратных метров и весил около 32 000 килограммов. 4 апреля 1960 года был выдан официальный заказ на 50 серийных самолетов Mirage IVA. Три прототипа самолета были построены в период с 1961 по 1963 год, первые полеты состоялись 12 октября 1961 года, 1 июня 1962 года и 23 января 1963 года. К 1962 году второй прототип провел имитационные испытания ядерной бомбардировки на испытательном полигоне недалеко от Бешара на юге Алжира. Третий прототип был оснащен навигационно-бомбардировочной системой и системой дозаправки в воздухе. Четвертый прототип Mirage IVA-04 по сути был представителем последующего серийного самолета.
Производство различных частей самолета было передано по субподряду компаниям Sud Aviation (крылья и задняя часть фюзеляжа) и Breguet Aviation (хвостовое оперение), которые до 1967 года все еще были отдельной компанией от Dassault. Сама Dassault самостоятельно изготовила переднюю часть фюзеляжа и систему управления полетом. Производство как прототипов, так и последующих серийных самолетов часто затруднялось явным требованием не полагаться на иностранных поставщиков для поддержания ядерного потенциала Франции, из-за этого у Mirage IV изначально отсутствовала инерциальная навигационная система, поскольку французская промышленность еще не могла производить это устройство.
7 декабря 1963 года первый серийный Mirage IVA совершил свой первый полет. Была построена серия из 62 самолетов, которые поступили на вооружение ВВС Франции в период с 1964 по 1968 год. В декабре 1963 года Dassault предложила вариант Mirage IV-106 с двумя двигателями Snecma TF106 (по лицензии Pratt and Whitney), увеличенным фюзеляжем полной массой более 60 тонн, усовершенствованной РЛС для полетов на низких высотах. На вооружение этого самолета должна была быть французская версия американского баллистическая ракета воздушного базирования Douglas GAM-87 «Скайболт». Эта версия стоила бы очень дорого, и в конечном итоге не была заказана.

### Аэродромная инфраструктура
Параллельно с производством первых Mirage IV велась интенсивная работа по переоборудованию аэродромов их будущего базирования. Значительный объем работ был проведен по строительству укрепленных ангарами, железобетонных укрытий, с высокозащищенными рабочими зонами и автономными жилыми помещениями, а также расширением взлетно-посадочных полос для топливозаправщиков Boeing C135F, являющихся необходимым компонентом для выполнения миссии Миражей. Существующие системы связи были усовершенствованы дополнительно защищены. И, главное, были построены сооружения системы DAMS (Dépôt d’Armes et Munitions Spéciales). DAMS представляли собой высокозащищенные и укрепленные подземные объекты, где ядерное оружие обслуживалось и хранилось под охраной жандармерии и собиралось перед его установкой на Mirage IVA.

### Предполагаемые экспортные варианты

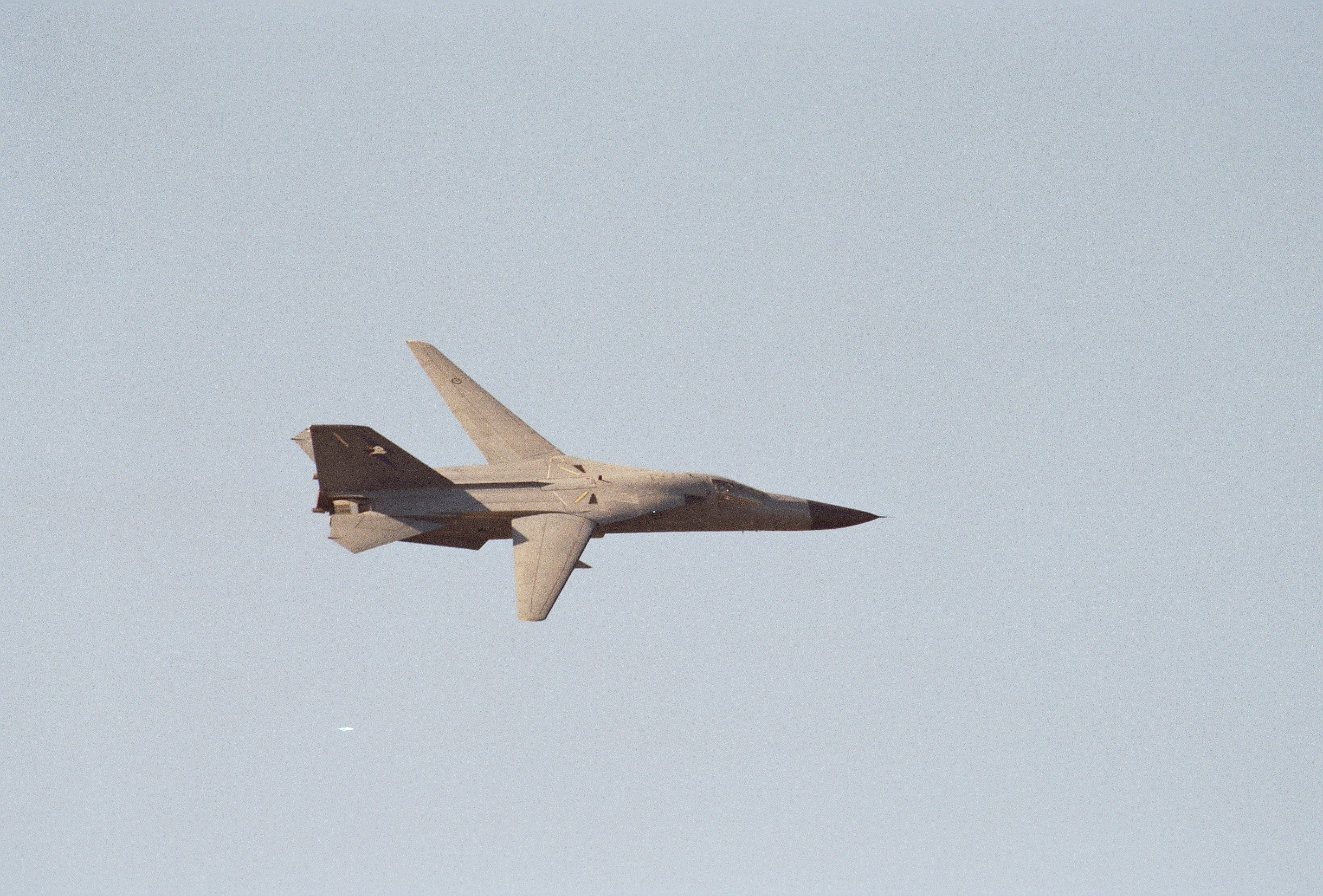
Американский General Dynamics F-111, выигравший конкурсы на дальний бомбардировщик для ВВС Великобритании и ВВС Австралии у Mirage IV.

#### Австралия
В 1963 году австралийское правительство искало замену бомбардировщиками English Electric Canberra, в основном как ответ на закупку ВВС Индонезии бомбардировщиков Ту-16 с ракетным вооружением. Dassault предложила версию Mirage IVA с двигателями Rolls-Royce Avon. Командующий австралийскими ВВС Фредерик Шергер серьезно рассматривал покупку IVA в 1961 году, поскольку считалось, что это проверенные и надежные самолеты, уже находящиеся на вооружении (в отличие от британского бомбардировщика BAC TSR-2, который все еще находился в разработке), но впоследствии склонился на сторону приобретения американского General Dynamics F-111C, который и был выбран в ходе конкурса как основной бомбардировщик ВВС Австралии.

#### Великобритания
В апреле 1965 года британское правительство отказалось от создания собственного разведывательно-ударного самолета BAC TSR-2. Однако необходимость в дальнем бомбардировщике оставалась, поэтому в ответ компания Hawker Siddeley предложила Buccaneer S.2, американцы — General Dynamics F-111K, а в июле 1965 года Dassault и British Aircraft Corporation (BAC) совместно предложили модифицированный Mirage IV. Самолет Dassault/BAC, известный как Mirage IV* или Mirage IVS (S — от реки в шотландии Спей (Spey), должен был быть оснащен более мощными турбовентиляторными двигателями Rolls-Royce Spey общей мощностью 185 кн (18 900 кгс), большего размера (увеличена высота фюзеляжа (на 7,6 сантиметра), имел большую длину передней части фюзеляжа примерно на 0,61 метра, и должен был весить 36 000 кг, а также использовать авионику, запланированную для TSR-2, хотя British Aircraft Corporation предпочла французский радар Antilope. Несмотря на то, что проект был разработан Dassault, производство должно было осуществляться совместно Dassault и ее субподрядчиками (крыло, средняя часть фюзеляжа и хвостовое оперение) и BAC (передняя и задняя части фюзеляжа). Место окончательной сборки не было определено до того, как это предложение было отклонено. Mirage IV * должен был нести бомбовую нагрузку до 9100 кг (20 000 фунтов).
Утверждалось, что Mirage IV* соответствует почти всем требованиям Королевских ВВС, за исключением длины пробега по ВПП при взлете и посадке, а некоторые утверждают, что он немного превосходил F-111 по скорости и имел по крайней мере равную дальность полета. Ориентировочная стоимость составила 2,321 миллиона фунтов стерлингов за штуку (при заказе серии в 50 самолетов) или 2,067 миллиона фунтов стерлингов (заказ на 110 самолетов), что меньше цены F-111K. Однако при изучении этого предложения Министерством обороны и Королевскими ВВС предъявлены новые требования к Mirage IV, которым текущий самолет на то время не удовлетворял. Они включали усиление планера и изменение остекления кабины для улучшения обзора как пилоту, так и членам экипажа. По мнению заказчика, несмотря на увеличенный фюзеляж, максимальная дальность полета оставалась недостаточной. Представители BAC заявили, что оценка британским правительством Mirage IV* была «относительно поверхностной». Пилоты британских ВВС, выполнявшие испытательные полеты на Mirage IV, были «приятно впечатлены» его управляемостью на малой высоте. Однако некоторые британские правительственные чиновники, в том числе члены парламента Джулиан Рисдейл и Рой Дженкинс, поставили под сомнение способность Mirage IV работать с неподготовленных взлетно-посадочных полос или действовать на малых высотах и заявили, что F-111 является лучшим самолетом «в своем классе». Историк авиации Билл Ганстон отмечает, что миссии Mirage IV на малых высотах планировались с 1963 года, а Mirage IV регулярно работали на малых высотах с 1965 года, и утверждает, что способность стратегического бомбардировщика действовать с неподготовленных взлетно-посадочных полос исторически не важна.
В конечном итоге, как по стратегически-политическим, так и по техническим причинам, предпочтение было отдано F-111K (который, в свою очередь, позже был отклонен), а от Mirage с двигателем Spey отказались.
British Aircraft Corporation и Dassault также надеялись продать британскую версию Mirage IV во Францию и экспортировать Mirage IV в различные страны, такие как Индия, и, возможно, Израиль, но отсутствие контракта с Великобританией положило конец таким возможностям. Некоторые авиационные журналисты утверждают, что отказ от Mirage IV* мог ослабить интерес Франции к совместному англо-французскому сотрудничеству в военно-технической сфере.

## Конструкция
Dassault Mirage IV — цельнометаллический самолет, выполненyый по схеме «бесхвостка» и имеющий среднерасположенное трехлонжеронное треугольное в плане крыло — угол стреловидности по передней кромке 60°. Крыло изготовлено с применением профилей относительной толщины 3,8 % в корневых частях и 3,2 % в концевых частях и запилом (щелевым уступом) по передней кромке. Имеются двухсекционные элевоны. Управление этими поверхностями осуществляется с помощью необратимых гидравлических усилителей. Из-за малой строительной высоты крыла по линии навески элеронов и рулей сервомоторы размещены за его контуром (в профилированных обтекателях). Такого рода конструктивное решение (непосредственное крепление штока плунжера гидроусилителя к управляемой поверхности) является весьма удачным (с точки зрения массы самолета и его эксплуатации) и почти не увеличивает аэродинамического сопротивления самолета. На верхних и нижних поверхностях крыла, в непосредственной близости от передней кромки его околофюзеляжных частей, размещены тормозные щитки. Средства механизации и противообледенительная система крыла отсутствуют. Панели обшивки изготовлены с применением механического фрезерования, нервюры и некоторые другие элементы конструкции — с применением химического фрезерования.

### Силовая установка

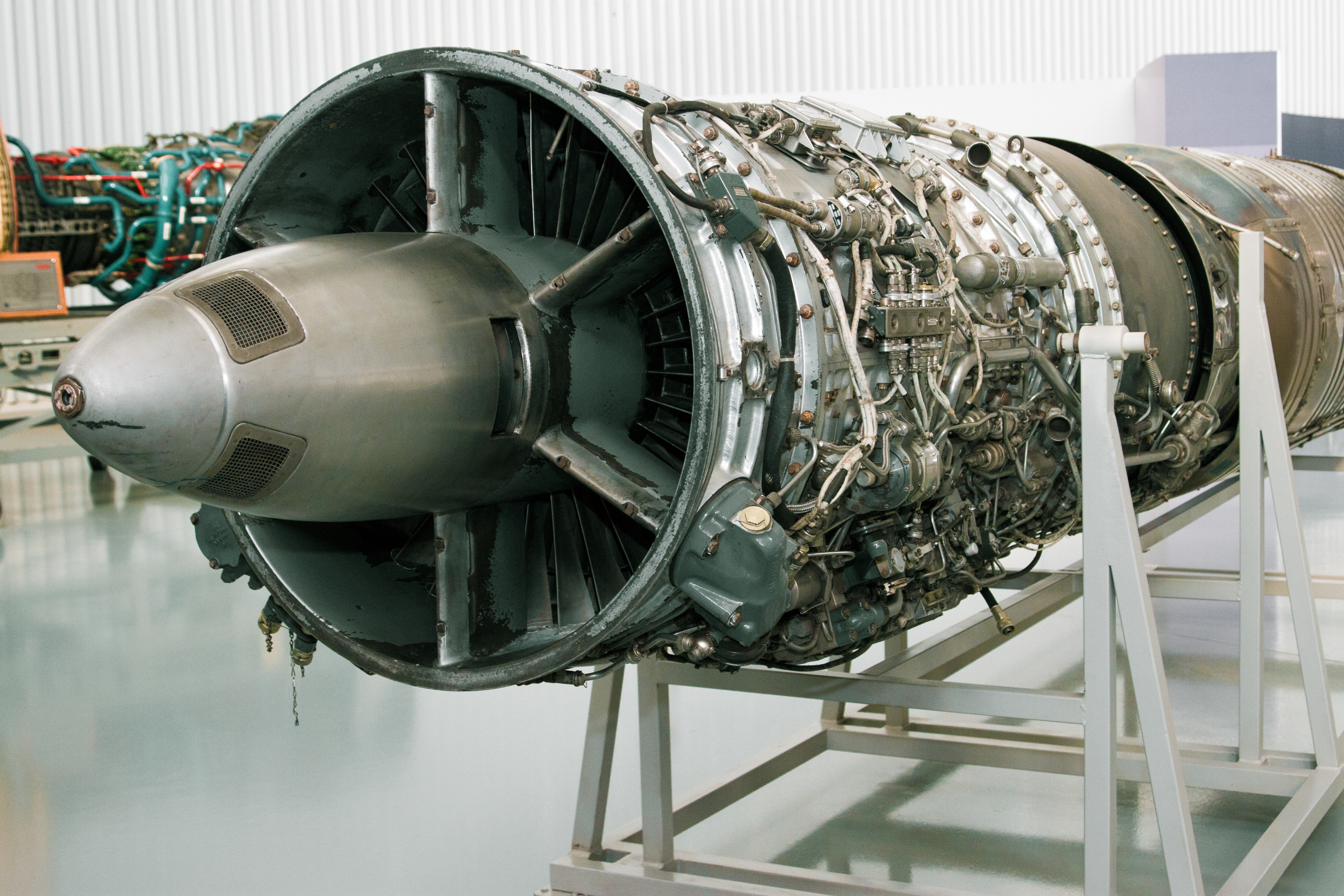
Двигатель SNECMA Atar, который устанавливался на Mirage IV

Mirage IV был оснащен двумя турбореактивными двигателями Snecma Atar. Каждый двигатель имеет девятиступенчатый компрессор со степенью повышения давления 7,2, кольцевую камеру сгорания и двухступенчатую турбину. Двигатели располагаются рядом в горизонтальной плоскости в хвостовой части фюзеляжа. Реактивное сопло всережимное, регулируемое. Воздухозаборники двигателей боковые, полукруглые с щелью для отвода пограничного слоя, с острой входной кромкой, с подвижными полуконусами и впускными створками. Диаметр двигателя 1,02 м, длина 5,94 м, масса 1485 кг, расход воздуха 72 кг/с, удельный расход топлива на форсажном режиме 2,15 кг/кгс-ч, на максимальном бесфорсажном режиме 1,04 кг/ кгс-ч. Система регулирования гидромеханическая. Регуляторы частоты вращения двигателя и температуры газов в сопле объединены с регуляторами расхода топлива и положения створок реактивного сопла. Хотя двигатель Atar был во многом похож на модель, использовавшуюся на Mirage III, он имел большую пропускную способность воздушного потока и увеличенный предел мощности с 8400 об/мин до 8700 об/мин для обеспечения большей тяги во время высотного сверхзвукового полета.
Самолет вмещает 14 000 литров внутреннего топлива, и его двигатели очень прожорливы, особенно в режиме форсажа.
Внутренний запас топлива размещается в баках-отсеках, расположенных в крыле между лонжеронами, в киле и в двух мягких баках в центральной части фюзеляжа между кабиной и отсеком двигателей. Один из фюзеляжных баков является главным, а второй — балансировочным. Главный бак находится за кабиной, балансировочный — в хвостовой части фюзеляжа, между соплами двигателей (под контейнером тормозного парашюта). «Мираж» IVA является одним из немногих самолетов, которые оснащены балансировочными топливными баками и соответствующей насосной системой. Балансировочный топливный бак предназначен главным образом для изменения положения центра тяжести самолета при изменении положения центра давления, то есть для обеспечения необходимой продольной устойчивости при переходе через скорость звука. Несмотря на усложнение конструкции (дополнительная, питаемая от компрессора турбонасосная установка для перекачки топлива, топливные магистрали и автомат управления положением центра тяжести в зависимости от изменения положения центра давления и количества использованного топлива) и возросшую массу самолета, оказалось, что осуществляемая таким образом весовая балансировка самолета позволяет улучшить его характеристики, и в частности дальность полета.
Под крылом могут устанавливаться 2 подвесных топливных бака емкостью по 2500 л. Для перегоночных полетов предусмотрена возможность установки под фюзеляжем вместо бомбы дополнительно третьего подвесного топливного бака. Имеется система перекачки топлива, обеспечивающая перекрестное питание двигателей.
 Предусмотрена система заправки топливом в полете от самолета Boeing C-135F по системе «шланг-воронка». В 1960-х годах бомбардировщики «Мираж» IV были единственными французскими самолетами, способными дозаправляться в воздухе, в дальнейшем системами дозаправки в полете были оборудованы истребители-бомбардировщики ВВС Франции SEPECAT Jaguar и Mirage 2000.
Под консолями крыла для обеспечения короткого взлета могут устанавливаться 12 стартовых ракетных ускорителей.

### Общие самолетные системы
Гидравлическая система состоит из двух независимых систем с двумя гидронасосами производительностью по 140 л/мин. Она обеспечивает привод поверхностей управления, конусов воздухозаборников двигателей, шасси, воздушных тормозов, колесных тормозов, системы управления передней стойкой шасси, системой выпуска тормозного парашюта и т. д. Имеется аварийная подсистема со своим гидронасосом, которая в случае отказа основной системы обеспечивает выпуск и фиксацию шасси.
Электрическая система переменного тока включает два генератора мощностью по 20 кВА. Один генератор обеспечивает питание топливных насосов и трансформаторов-выпрямителей, второй — питание навигационного и радиоэлектронного оборудования и системы вооружения. Система постоянного тока включает трансформаторы-выпрямители и аккумуляторную батарею. В случае отказа одного из генераторов от сети отключаются второстепенные потребители и обеспечивается питание шовных потребителей. На самолете «Мираж» IVP старая электропроводка (33 км проводов, 1200 соединений) была заменена новой, аналогичной электропроводке самолетов «Мираж» 2000 и «Мираж» F-1CR.

### Авионика и целевое оборудование
Экипаж из двух человек, пилот и штурман, размещался в тандемных кабинах, каждая из которых располагалась под отдельными раскладывающимися фонарями. Прицельный и навигационный радар расположен в наклонном обтекателе под фюзеляжем между воздухозаборниками и кормовой частью кабины. Большая часть авионики Mirage IV(системы связи, навигационные приборы и прицельное оборудование) была произведена французской компанией Thomson-CSF. Остальные элементы авионики предоставили сама Dassault и компания SFENA. Одной из единственных крупных подсистем на борту не французского происхождения был доплеровский радар AD.2300 производства британской Marconi. Свободнопадающие боеприпасы также можно было нацеливать с помощью установленного на подфюзеляжном блистере перископа с места штурмана.

### Вооружение

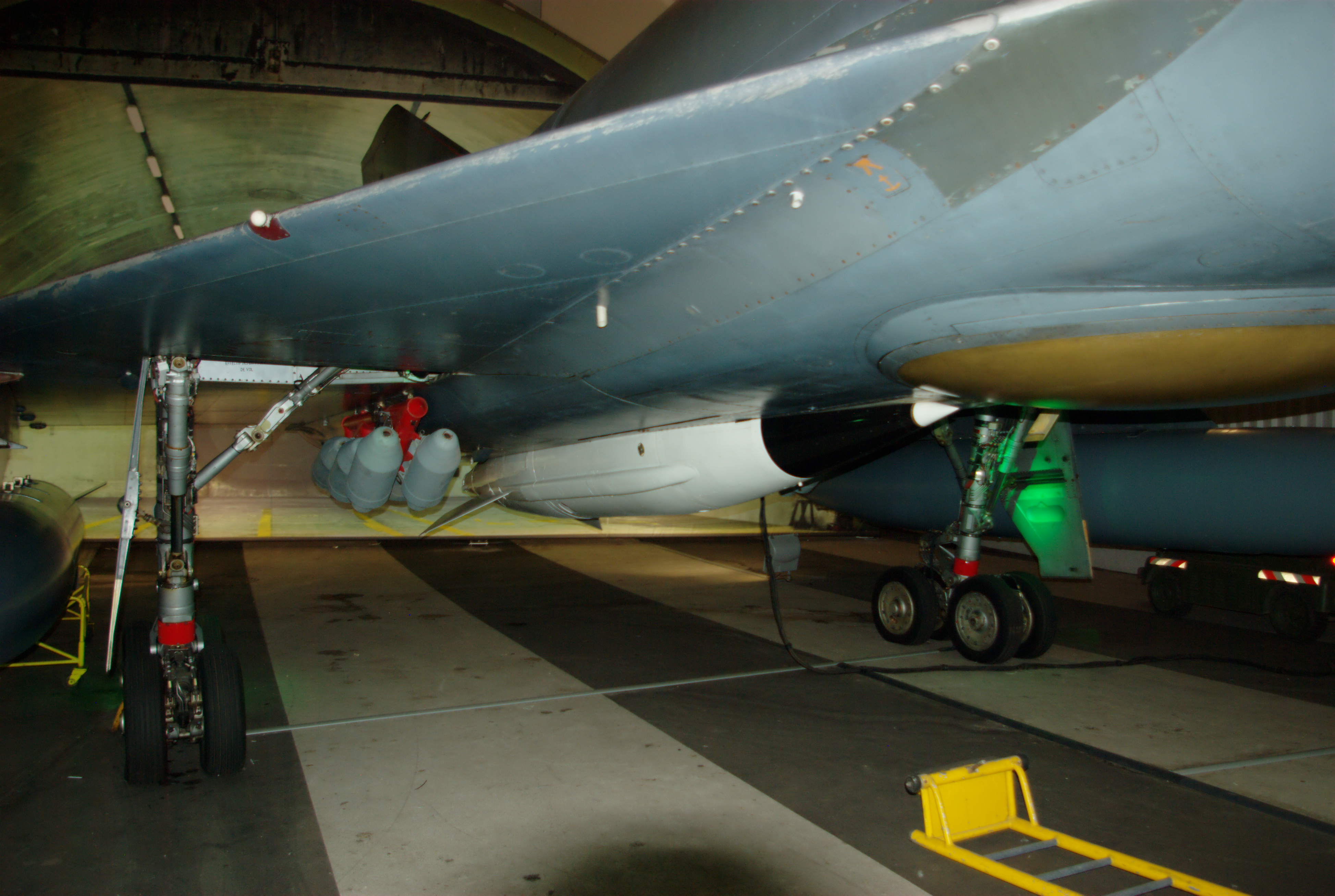
Mirage IV A с подвешенной ядерной бомбой AN-22 под фюзеляжем. На пилоне правого крыла видны 6 стартовых ракетных ускорителей для укороченного взлета. Музей авиации и космонавтики в Ле Бурже.

Mirage IV имеет по два пилона под каждым крылом, причем внутренние пилоны обычно использовались для подвесных баков емкостью 2500 литров. На внешних пилонах обычно размещались блоки РЭБ и блоки тепловых ловушек в дополнение к внутренним системам радиоэлектронных помех и оптико-электронного противодействия. На более поздних самолетах это оборудование обычно включало блок помех Barax NG под левым крылом и блок тепловых ловушек BOZ (производства SAAB) под правым крылом. Пушечное вооружение на Mirage IV отсутствовало.
«Мираж» IVA вначале был вооружен свободнопадающей ядерной бомбой AN.11, затем AN.22 (60-70 кт), снабженной тормозным парашютом для безопасного сброса на малых высотах. Впервые ядерная бомба была сброшена с самолета "Мираж"IVА в июле 1966 г. над атоллом Муруроа в Тихом океане.
Самолет «Мираж» IVP вооружен ракетой ASMP класса воздух-поверхность средней дальности с термоядерной боевой частью (около 150 кт), представляющей собой аналог американской ракеты SRAM и российской Х-15 и предназначенной для поражения сильно защищенных целей (авиабаз, подземных командных пунктов, узлов связи и т. д.). Особенностью самолета является отсутствие отсека вооружения: на самолете «Мираж» IVA бомба подвешивается в полу утопленном положении в углублении снизу фюзеляжа, на "Мираж"IVP ракета подвешивается на подфюзеляжном пилоне.
Начиная с 1972 года, 12 самолетов также были оборудованы для разведывательного оборудования комплекса CT52 в нише для бомб. Эти самолеты получили обозначение Mirage IVR для проведения тактической разведки. CT52 был доступен в версиях BA (Basse Altitude, низкая высота) или HA (Haute Altitude, большая высота) с тремя или четырьмя камерами дальнего действия. В третьей конфигурации использовался инфракрасный линейный сканер. В CT52 не было цифровых систем, и в нем использовались пленочные камеры. Первое оперативное использование системы произошло во время миссий в Чаде в сентябре 1974 года.

## Эксплуатация

### Поступление на вооружение и начало службы

Бригадный генерал ВВС Франции Пьер-Мари Галуа сыграл ключевую роль в формировании концепции применения Mirage IV как носителя ядерного оружия

В феврале 1964 года начались поставки Mirage IV французским ВВС, а 1 октября того же года первая французская эскадрилья Mirage IV была объявлена боеготовой. Всего было создано девять эскадрилий по четыре самолета (две пары — один самолет с ядерной бомбой, одна — танкер-заправщик) в каждой. Полностью сформированный отряд состоял из трех звеньев. Каждое из этих крыльев было разделено на три эскадрильи бомбардировщиков, каждая из которых была оснащена в общей сложности четырьмя Mirage IV, каждая из которых была развернута на разных базах, чтобы свести к минимуму вероятность того, что удар противника выведет из строя все бомбардировочные силы.
После создания собственных сил ядерного сдерживания, более известных как Force de frappe, Франция вышла из структуры военного командования НАТО в 1966 году. Де Голль считал, что оперативное создание флота «Мираж IV», важнейшего компонента независимых Force de frappe, оказало большое влияние на его решение о выходе Франции из НАТО, и что независимый французский ядерный сдерживающий потенциал был необходим для обеспечения независимости как нации. С 1964 по 1971 год «Мираж IV» был единственным средством доставки ядерных боеприпасов во Франции. На тот момент каждый из них был вооружен одной ядерной бомбой мощностью 60 килотонн.
Режим боевой тревоги подразумевал наличие 36 полностью боеготовых Mirage IV. В любой момент времени в воздухе должно было находиться 12 самолетов, еще 12 на земле находились в четырехминутной готовности, а последние 12 — в 45-минутной готовности. Каждый из всех этих бортов оснащался ядерным оружием. Эти 36 действующих самолетов заменялись 26 резервными самолетами, последние содержались в летном состоянии и готовности к постановке на боевое дежурство. В течение первого десятилетия после ввода этого типа в эксплуатацию парк Миражей налетал более 200 000 часов и выполнил 40 000 операций по дозаправке в воздухе. В какой-то момент боевой службы Mirage IV потребляли до 44 процентов общего бюджета запасных частей французских ВВС.
Основными целями сил Mirage IVA были крупные советские города и базы. Благодаря дозаправке в воздухе самолет мог атаковать Москву, Мурманск или различные города Украины при вылете с французских баз. Оправдание применения Mirage IV, данное бригадным генералом ВВС, Пьером Мари Галлуа, архитектором французской системы ядерного сдерживания, заключалось в следующем: «Франция не является наградой, достойной десяти русских городов».
Для дозаправки парка Mirage IVA Франция приобрела 14 (12 плюс 2 запасных) американских танкеров Boeing C-135F. Mirage IV A также часто работали парами: один самолет нес вооружение, а другой — топливные баки и комплект дозаправки, что позволяло ему дозаправлять своего партнера по пути к цели. Несмотря на это, некоторые источники утверждают, что некоторые из предусмотренных профилей миссий на самом деле были односторонними, и у экипажа не было шансов вернуться после бомбардировки советского города. Неспособность Mirage IV вернуться после миссий была предметом споров на ранней стадии разработки самолета.
Летные экипажи и наземный персонал прошли подготовку в основном в 328-м учебном центре ВВС, дислоцированном в Бордо. Несколько военно-транспортных «Норд Норатлас» были специально модифицированы, получив радар «Миража IV», пульты управления вооружением и дополнительные электрические генераторы, с целью обучения штурманов-операторов. Позже они были заменены парой модифицированных Dassault Falcon 20, оснащенных большей частью авионики Mirage IVP.

### Дальнейшая служба и модификации

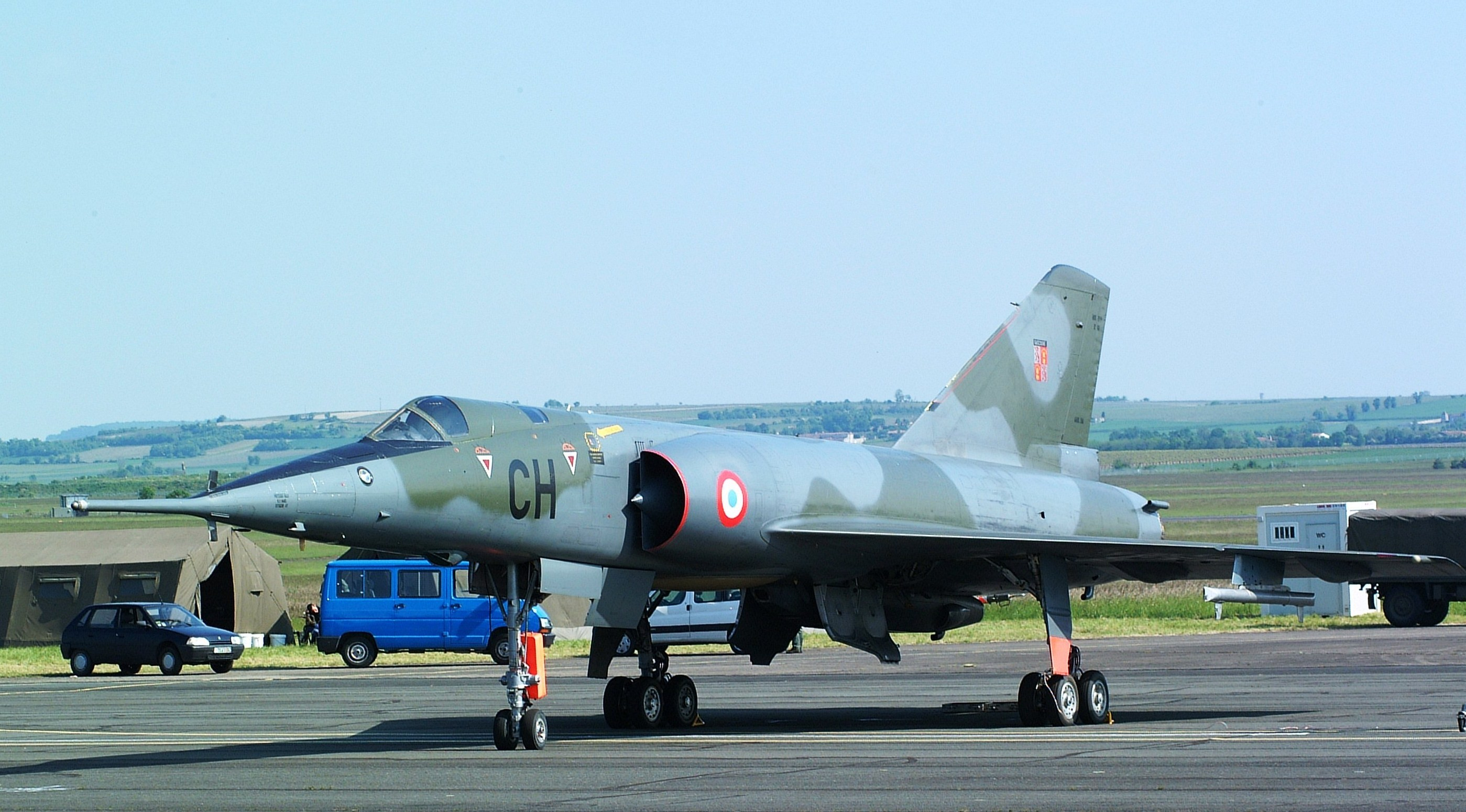
Mirage IVP эскадрильи 1/91 "Гасконь" на авиабазе Мон-де-Марсан в 2004 году

Первоначальный профиль полета Mirage IV для выполнения боевой задачи был определен как высотный со скоростью 1,85 Маха, с максимальным радиусом 3500 км (2175 миль). В конце 1960-х годов, когда угроза ракет класса «земля-воздух» сделала полет на большой высоте слишком опасным, Mirage IVA был модифицирован для нанесения ударов с малых высот. При низко высотном полете максимальная скорость атаки была снижена до 1100 км/ч (680 миль в час), а также уменьшен боевой радиус. К 1963 году большинство миссий с участием Mirage IV планировалось как полеты на малых высотах. К 1964 году Mirage IVA проводили тренировочные полеты на высоте около 60 метров (200 футов) без помощи радара слежения за местностью, что подвергало пилотов значительным перегрузкам вследствие высокой турбулентности.
Чтобы повысить живучесть самолетов, в 1960-х годах французские ВВС начали рассредоточивать Mirage IV по заранее подготовленным запасным аэродромам, хотя использование укрепленных ангаров на стационарных аэродромах было оценено, оно было признано нецелесообразным с финансовой точки зрения.  К 1970-м годам стало ясно, что уязвимость Mirage IV для средств ПВО даже при полете на малых высотах сделала непрактичной доставку свободнопадающих бомб, таких как AN-11 или AN-22. Таким образом, было принято решение передать большую часть сдерживающей роли в противодействии ядерной угрозы ракетам наземного базирования и  баллистическим ракетам подводных лодок.  В результате в 1976 году одно крыло Mirage IV было выведено из состава ВВС.
В 1973 году сообщалось, что авиакрыло из 40 самолетов Mirage IV будет продолжать действовать в составе сил ядерного сдерживания Франции до 1980-х годов, и что необходимо будет производить постоянные улучшения в конструкцию и средства авионики. В 1975 году все Mirage IV были постепенно окрашены в новый зелено-серый камуфляж. В 1979 году, в ответ на снижение эффективности свободнопадающих бомб, используемых как стратегическими, так и тактическими ядерными силами, была начата разработка крылатой ракеты воздушного базирования ASMP.  Ракета имела дальность действия до 400 км (250 миль) и могла быть вооружена одной ядерной боеголовкой мощностью 150 или 300 килотонн. Испытания ракеты с использованием Mirage IV в качестве стартовой платформы в проводились в 1981-1983 годах.
В июле 1984 года был официально подписан контракт на модернизацию в общей сложности 18 самолетов Mirage IVA для установки ракет ASMP вместо традиционных бомб, эти самолеты получили индекс Mirage IVP. Доведение Mirage IVA в версию IVP потребовало большого количества модификаций и доработок самолета. Был добавлен отдельный центральный пилон, на котором можно было разместить либо одну ракету ASMP, либо разведывательный контейнер CT52. РЛС и комплекс электроники были сняты и заменены более новыми аналогами. Другие модификации затрагивали навигационную систему, систему управления полетом и различные элементы кабины. 12 октября 1982 года  модернизированный Mirage IVP совершил свой первый полет. Он был принят на вооружение 1 мая 1986 года.
В августе 1985 года было обнародовано предложение Франции о размещении Mirage IVP на авиабазах на территории соседней Западной Германии. Это развертывание ознаменовало бы значительный концептуальный отход от традиционной французской политики ядерной обороны. Авторы статей по авиации Билл Ганстон и Питер Гилкрист утверждают, что французские официальные лица исторически отвергали вариант развертывания Mirage IV на дружественной территории как неоправданно оптимистичный, поскольку эти страны могут стать недружественными или враждебными после возможной французской ядерной атаки по территории СССР.

### Вывод из эксплуатации и снятие с вооружения

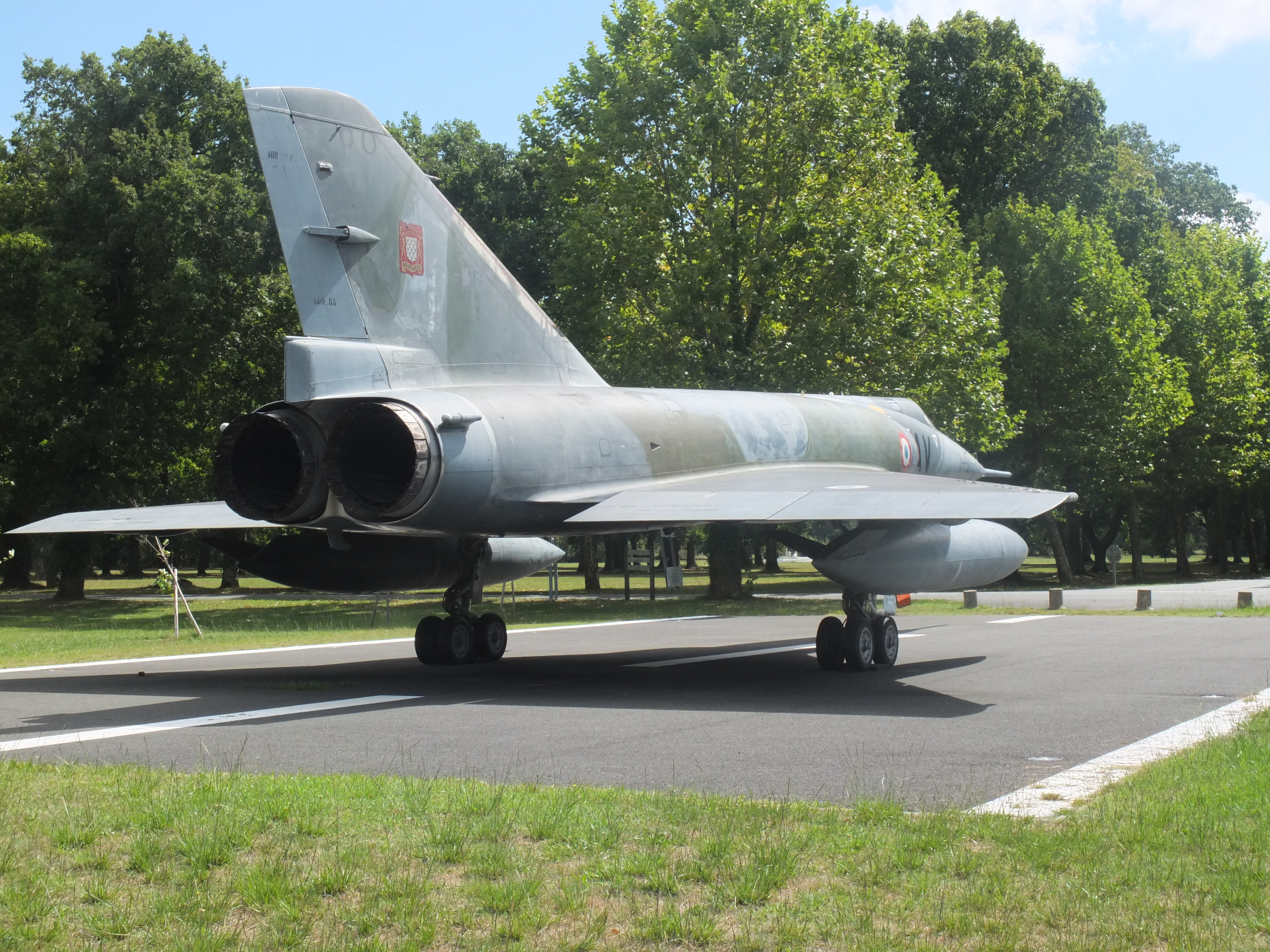
Mirage IV установленный перед въездом на авиабазу Казо ВВС Франции в 2015 году

31 июля 1996 года Mirage IVP был официально снят с вооружения как бомбардировщик, а ядерная миссия была возложена с Mirage IV на более новый Dassault Mirage 2000N Эскадрилья EB 2/91 была расформирована, а эскадрилья EB 1/91 была переименована в ERS 1/91 (Escadron de Reconnaissance Strétégique, стратегическая разведывательная эскадрилья) с использованием пяти оставшихся Mirage IVP, базирующихся в Мон-де-Марсан. Оставшиеся самолеты перевели на хранение на аэродром в Шатодане. В разведывательных целях Mirage IVP служил в операциях над Боснией, Ираком, Косово и Афганистаном.
Уцелевшие самолеты Mirage IVP эскадрильи Gascogne ES 1/91 были выведены из эксплуатации в 2005 году и в настоящее время хранятся в Центре обучения стратегических воздушных сил (CIFAS) в Бордо-Мериньяке. Вывод из эксплуатации всех Mirage IVP в разведывательной конфигурации в 2005 году означал, что Mirage F1CR ВВС Франции в течение некоторого времени были единственными самолетами, способными выполнять задачи тактической воздушной разведки. Долгосрочной заменой Mirage IVP стал самолет Mirage 2000N, оснащенный современной разведывательной аппаратурой PRNG Pod de Reconnaissance Nouvelle Génération (разведывательный контейнер нового поколения), оснащенной оборудованием для цифровой камеры и прочими устройствами электронного контроля и разведки.

## Тактико-технические характеристики

Три проекции Mirage IV

### Технические характеристики
- Экипаж: 2 человека
- Длина: 23,49 м
- Размах крыла: 11,85 м
- Высота: 5,40 м
- Площадь крыла: 78,0 м²
- Масса пустого: 14 500 кг
- Масса нормальная взлётная: 31 600 кг
- Масса максимальная взлётная: 33 475 кг
- Запас топлива: 11 400 л во внутренних баках, плюс 2х2500 литров в подвесных баках
- Двигатели: 2× турбореактивных SNECMA «Атар» 9K-50
  - с максимальной тягой: 4700 кгс
  - на форсаже: 7000 кгс

### Лётные характеристики
- Максимальная скорость: 2350 км/ч (M=2,2)
  - на высоте 13 125 м: 2340 км/ч
  - у земли: 1225 км/ч
- Боевой радиус: 1240 км
- Перегоночная дальность с ПТБ: 4000 км
- Практический потолок: 18 000 м
- Скороподъёмность: 43,1 м/с
- Посадочная скорость: 260 км/ч
- Длина разбега: 1700 м (при максимальной взлётной массе)
- Длина пробега: 700 м (при максимальной посадочной массе)
- Удельная нагрузка на крыло: 405—429 кг/м²
- Максимальная эксплуатационная перегрузка: 5.0 g
- Тяговооружённость: 0,46

### Вооружение
- Боевая нагрузка — 7200 кг на 1 (IVP) или 4(IVA) узлах подвески.
- 1 ядерная УР ASMP (100—150 кт) или 1 ядерная бомба AN-22 (60 кт) .
- 4 УР «воздух—поверхность» AS.37 Martel или противорадиолокационные УР АRМАТ.
- Свободнопадающие бомбы на трех узлах внешней подвески: 6х 1200-кг или 16х 450-кг бомбы.